# 16180 Rapoport
16180 Rapoport este un asteroid din centura principală de asteroizi.

## Descriere
16180 Rapoport este un asteroid din centura principală de asteroizi. A fost descoperit pe 4 ianuarie 2000 la Socorro, New Mexico, în cadrul proiectului LINEAR. Asteroidul prezintă o orbită caracterizată de o semiaxă mare de 2,22 ua, o excentricitate de 0,15 și o înclinație de 5,5° în raport cu ecliptica.